# Olympische Sommerspiele 2000/Leichtathletik – 5000 m (Männer)

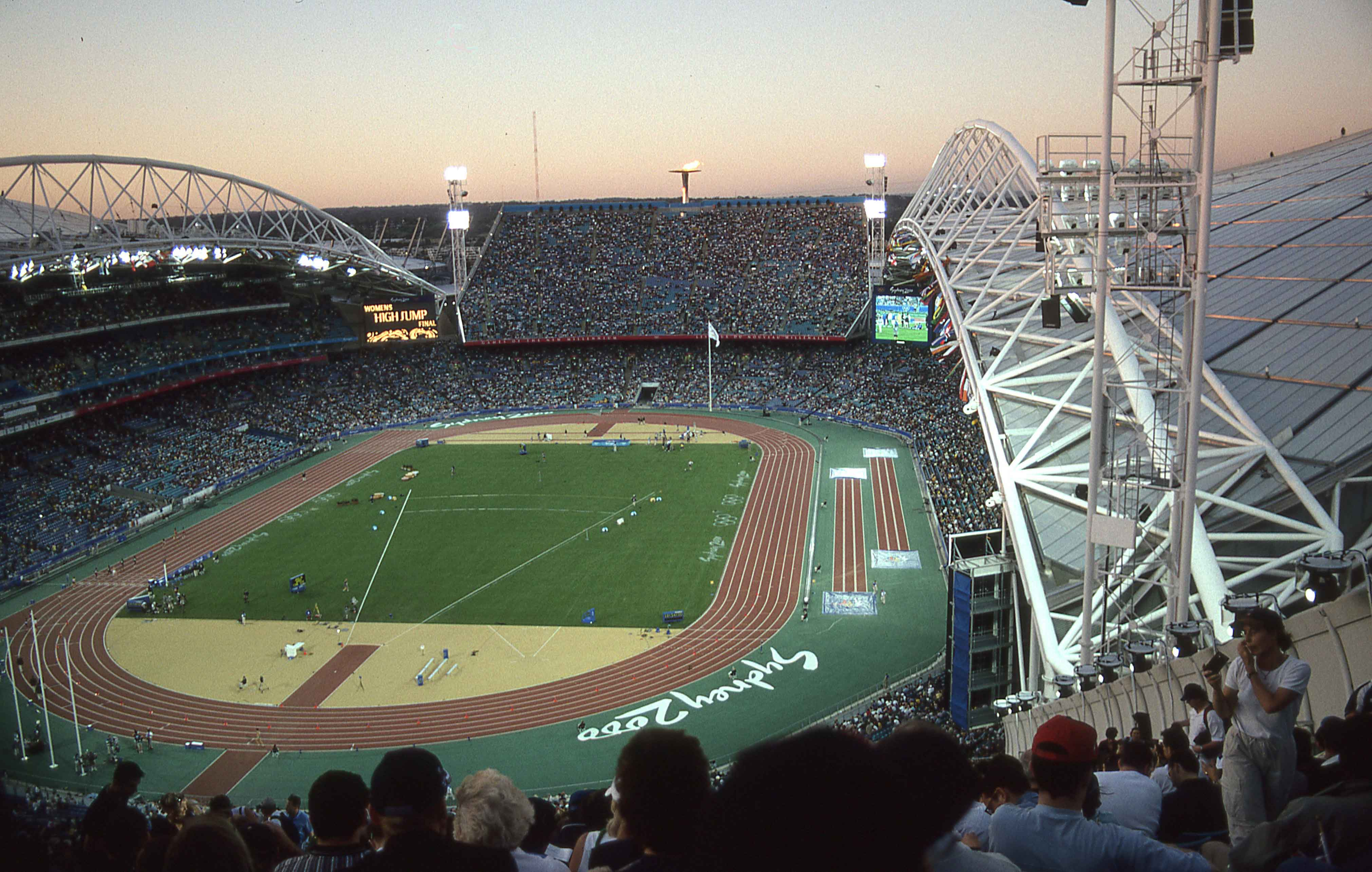
Das frühere ANZ Stadium von Sydney während der Olympischen Spiele 2000

Der 5000-Meter-Lauf der Männer bei den Olympischen Spielen 2000 in Sydney wurde am 27. und 30. September 2000 im Stadium Australia ausgetragen. 38 Athleten nahmen teil.
Olympiasieger wurde der Äthiopier Million Wolde. Er gewann vor dem Algerier Ali Saïdi-Sief und dem Marokkaner Brahim Lahlafi.
Der Deutsche Jirka Arndt erreichte das Finale und wurde Achter. Wegen eines positiven Dopingbefunds war Dieter Baumann, Olympiasieger von 1992, gesperrt und durfte nicht teilnehmen.

Athleten aus der Schweiz, Österreich und Liechtenstein waren nicht am Start.

## Aktuelle Titelträger
| Olympiasieger 1996                      | Vénuste Niyongabo ( Burundi)   | 13:07,96 min | Atlanta 1996    |
| Weltmeister 1999                        | Salah Hissou ( Marokko)        | 12:58,13 min | Sevilla 1999    |
| Europameister 1998                      | Isaac Viciosa ( Spanien)       | 13:37,46 min | Budapest 1998   |
| Panamerikanischer Meister 1999          | David Galván ( Mexiko)         | 13:42,04 min | Winnipeg 1999   |
| Zentralamerika und Karibik-Meister 1999 | Fidencio Torres ( Mexiko)      | 14:20,19 min | Bridgetown 1999 |
| Südamerika-Meister 1999                 | Silvio Guerra ( Ecuador)       | 14:20,35 min | Bogotá 1999     |
| Asienmeister 2000                       | Ahmed Ibrahim Warsama ( Katar) | 13:53,10 min | Jakarta 2000    |
| Afrikameister 2000                      | Ali Saïdi-Sief ( Algerien)     | 13:26,86 min | Algier 2000     |
| Ozeanienmeister 2000                    | Brent Butler ( Guam)           | 15:36,83 min | Adelaide 2000   |

## Rekorde

### Bestehende Rekorde
| Weltrekord         | 12:39,36 min | Haile Gebrselassie ( Äthiopien) | Helsinki, Finnland         | 13. Juni 1998   |
| Olympischer Rekord | 13:05,59 min | Saïd Aouita ( Marokko)          | Finale OS Los Angeles, USA | 11. August 1984 |

Der bestehende olympische Rekord wurde bei diesen Spielen nicht erreicht. Im schnellsten Rennen, dem ersten Vorlauf, verfehlte der spätere Olympiadritte Brahim Lahlafi aus Marokko mit seinen 13:22,70 min den Rekord um 17,11 Sekunden. Zum Weltrekord fehlten ihm 43,34 Sekunden.

### Rekordverbesserung
Es wurde ein Landesrekord aufgestellt:

14:34,15 min – Gyan Bahadur Bohara (Nepal), zweiter Vorlauf am 27. September

## Vorrunde
Insgesamt wurden zwei Vorläufe absolviert. Für das Finale qualifizierten sich pro Lauf die ersten sechs Athleten. Darüber hinaus kamen die drei Zeitschnellsten, die sogenannten Lucky Loser, weiter. Die direkt qualifizierten Läufer sind hellblau, die Lucky Loser hellgrün unterlegt.
Anmerkung:
Alle Zeiten sind in Ortszeit Atlanta (UTC−5) angegeben.

### Vorlauf 1

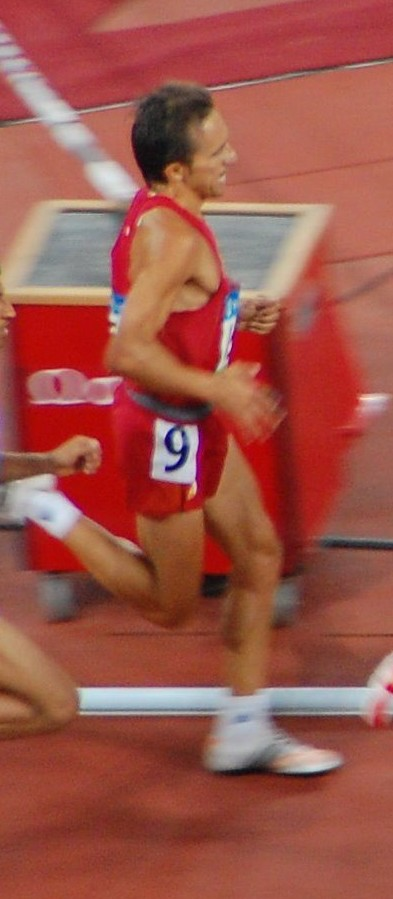
Alberto García – ausgeschieden als Sechzehnter des ersten Vorlaufs

27. September 2000, 22:05 Uhr
| Platz | Name                  | Nation         | Zeit (min) |
| ----- | --------------------- | -------------- | ---------- |
| 1     | Brahim Lahlafi        | Marokko        | 13:22,70   |
| 2     | Million Wolde         | Äthiopien      | 13:22,75   |
| 3     | Fita Bayissa          | Äthiopien      | 13:22,92   |
| 4     | Réda Benzine          | Algerien       | 13:23,10   |
| 5     | Julius Gitahi         | Kenia          | 13:23,12   |
| 6     | Richard Limo          | Kenia          | 13:23,17   |
| 7     | Adam Goucher          | USA            | 13:24,34   |
| 8     | Mizan Mehari          | Australien     | 13:24,56   |
| 9     | Jirka Arndt           | Deutschland    | 13:26,18   |
| 10    | Katsuhiko Hanada      | Japan          | 13:41,31   |
| 11    | Marius Bakken         | Norwegen       | 13:44,80   |
| 12    | Nicholas Rogers       | USA            | 13:46,18   |
| 13    | Michael Power         | Australien     | 13:51,00   |
| 14    | Ahmed Ibrahim Warsama | Katar          | 14:00,30   |
| 15    | Kris Bowditch         | Großbritannien | 14:08,92   |
| 16    | Alberto García        | Spanien        | 14:11,65   |
| 17    | Hélder Ornelas        | Portugal       | 14:29,01   |
| DNS   | David Galván          | Mexiko         |            |

### Vorlauf 2

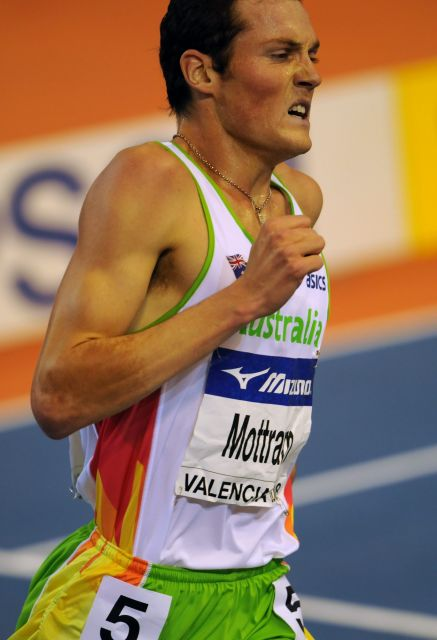
Craig Mottram – ausgeschieden als Achter des zweiten Vorlaufs

27. September 2000, 22:25 Uhr
| Platz | Name                  | Nation     | Zeit (min) | Anmerkung |
| ----- | --------------------- | ---------- | ---------- | --------- |
| 1     | Ali Saïdi-Sief        | Algerien   | 13:29,34   |           |
| 2     | Serhij Lebid          | Ukraine    | 13:29,69   |           |
| 3     | Dagne Alemu           | Äthiopien  | 13:29,93   |           |
| 4     | David Chelule         | Kenia      | 13:29,98   |           |
| 5     | Toshinari Takaoka     | Japan      | 13:29,99   |           |
| 6     | Mohamed Suleiman      | Katar      | 13:30,12   |           |
| 7     | Mark Carroll          | Irland     | 13:30,60   |           |
| 8     | Craig Mottram         | Australien | 13:31,06   |           |
| 9     | Yousef El Nasri       | Spanien    | 13:34,49   |           |
| 10    | Mohamed Saïd El Wardi | Marokko    | 13:35,18   |           |
| 11    | Bradley Hauser        | USA        | 13:39,41   |           |
| 12    | Pablo Olmedo          | Mexiko     | 13:40,34   |           |
| 13    | Mustapha Essaïd       | Frankreich | 13:40,82   |           |
| 14    | Sam Mfula Mwape       | Sambia     | 13:41,72   |           |
| 15    | Vénuste Niyongabo     | Burundi    | 13:49,57   |           |
| 16    | Bolota Asmerom        | Eritrea    | 14:15,26   |           |
| 17    | Gyan Bahadur Bohara   | Nepal      | 14:34,15   | NR        |
| 18    | Shihab Houna Murad    | Irak       | 14:49,40   |           |
| 19    | Maung Nge Maung       | Myanmar    | 15:12,93   |           |
| DNS   | Mohammed Mourhit      | Belgien    |            |           |

## Finale
30. September 2000, 20:50 Uhr
| Zwischenzeiten      | Zwischenzeiten | Zwischenzeiten                            | Zwischenzeiten |
| Zwischenzeit- Marke | Zwischenzeit   | Führende(r)                               | 1000-m-Zeit    |
| ------------------- | -------------- | ----------------------------------------- | -------------- |
| 1000 m              | 2:45,36 min    | Jirka Arndt vor dem geschlossenen Feld    | 2:45,36 min    |
| 2000 m              | 5:39,54 min    | Dagne Alemu vor dem geschlossenen Feld    | 2:54,18 min    |
| 3000 m              | 8:21,79 min    | Brahim Lahlafi vor dem geschlossenen Feld | 2:42,25 min    |
| 4000 m              | 11:09,84 min   | Brahim Lahlafi vor dem geschlossenen Feld | 2:48,05 min    |
| 5000 m              | 13:35,49 min   | Million Wolde                             | 2:25,65 min    |

### Endresultat
| Platz | Name              | Nation      | Zeit (min) |
| ----- | ----------------- | ----------- | ---------- |
| 1     | Million Wolde     | Äthiopien   | 13:35,49   |
| 2     | Ali Saïdi-Sief    | Algerien    | 13:36,20   |
| 3     | Brahim Lahlafi    | Marokko     | 13:36,47   |
| 4     | Fita Bayissa      | Äthiopien   | 13:37,03   |
| 5     | David Chelule     | Kenia       | 13:37,13   |
| 6     | Dagne Alemu       | Äthiopien   | 13:37,17   |
| 7     | Serhij Lebid      | Ukraine     | 13:37,80   |
| 8     | Jirka Arndt       | Deutschland | 13:38,57   |
| 9     | Julius Gitahi     | Kenia       | 13:39,11   |
| 10    | Richard Limo      | Kenia       | 13:39,43   |
| 11    | Réda Benzine      | Algerien    | 13:40,95   |
| 12    | Mizan Mehari      | Australien  | 13:42,03   |
| 13    | Adam Goucher      | USA         | 13:43,20   |
| 14    | Mohamed Suleiman  | Katar       | 13:45,10   |
| 15    | Toshinari Takaoka | Japan       | 13:46,90   |

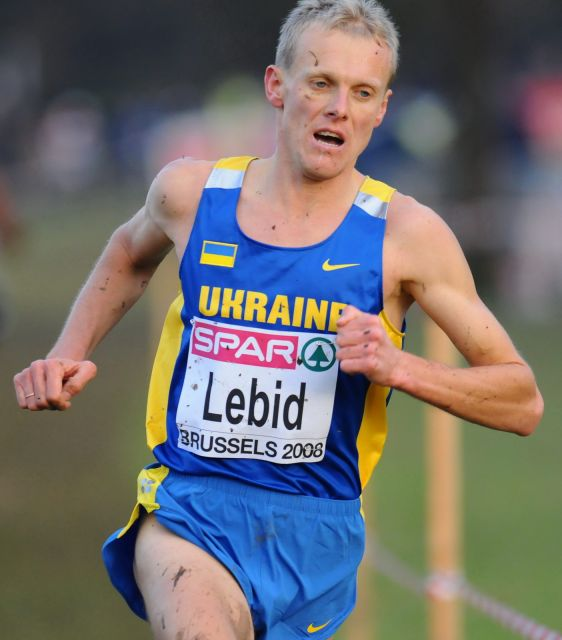
Serhij Lebid belegte im Finale Rang sieben

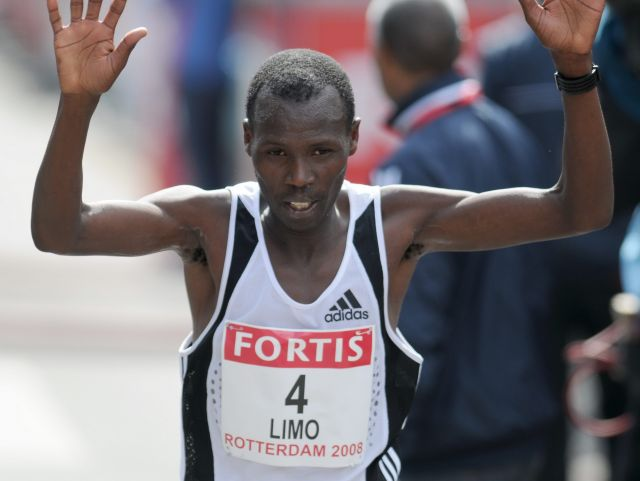
Der Olympiazehnte Richard Limo

Für das Finale hatten sich drei Äthiopier, drei Kenianer und zwei Algerier qualifiziert. Komplettiert wurde das Starterfeld durch je einen Teilnehmer aus Australien, Deutschland, Japan, Katar, Marokko, der Ukraine und den USA.
Nach Absage verschiedener Topläufer, wie zum Beispiel dem äthiopischen Weltrekordler Haile Gebrselassie, der sich auf den 10.000-Meter-Lauf konzentrierte, dem amtierenden Weltmeister Salah Hissou aus Marokko, den beiden Kenianern Benjamin Limo als Vizeweltmeister und Daniel Komen als Exweltrekordler und WM-Fünfter oder dem belgischen Europarekordler und WM-Dritten Mohammed Mourhit war es schwierig, einen Favoriten auszumachen. Klar war, dass man sicherlich mit den in den letzten Jahren äußerst starken Afrikanern rechnen musste. In erster Linie waren dies hier in Sydney der marokkanische WM-Vierte Brahim Lahlafi sowie der Äthiopier Fita Bayisa, der bereits 1992 in Barcelona Bronze gewonnen hatte und bei den letzten Weltmeisterschaften Sechster geworden war. Es war insgesamt eine ziemlich offene Angelegenheit.
Das Finale wurde relativ langsam angegangen, das Feld blieb geschlossen und die Führungsarbeit wechselte ständig. Die ersten vier 1000-Meter-Abschnitte wurden in Zeiten zwischen 2:42,25 und 2:54,18 min zurückgelegt. Das wäre auf eine Endzeit von knapp unter vierzehn Minuten hinausgelaufen. Die letzten tausend Meter dagegen wurden in 2:25,65 min absolviert, es wurde nun richtig schnell. In der vorletzten Runde ergriff der Algerier Ali Saïdi-Sief die Initiative und setzte sich zusammen mit dem Äthiopier Million Wolde vom Feld ab. Die beiden Afrikaner machten das Rennen jetzt fast unter sich aus, obwohl es zum Schluss sehr eng wurde, weil die Verfolger noch einmal sehr nahe kamen. Auf der Zielgeraden zog Million Wolde mit einer letzten Tempoverschärfung an seinem Konkurrenten vorbei und sicherte sich die Goldmedaille. Ali Saïdi-Sief gewann Silber mit gerade einmal 27 Hundertstelsekunden Vorsprung auf Brahim Lahlafi. Dahinter folgten Fita Bayissa, der Kenianer David Chelule und der dritte Äthiopier Dagne Alemu. Auf Platz sieben kam mit dem Ukrainer Serhij Lebid der erste Nichtafrikaner ins Ziel. Achter wurde der Deutsche Jirka Arndt.
Ali Saïdi-Sief war der erste Medaillengewinner Algeriens in dieser Disziplin.

## Video
- 2000 Sydney - Finale 5000m hommes (Millon Wolde), youtube.com, abgerufen am 26. Januar 2022